# Musseronvaxskivling
Musseronvaxskivling (Hygrocybe fornicata) är en svampart. Musseronvaxskivling ingår i släktet Hygrocybe och familjen Hygrophoraceae.  Arten är reproducerande i Sverige.Utöver nominatformen finns också underarten lepidopus.